# آرت رز
آرت رز (انگلیسی: Art Ross؛ ۱۳ ژانویهٔ ۱۸۸۵ – ۵ اوت ۱۹۶۴) یک بازیکن هاکی روی یخ اهل کانادا بود.